# Lactifluus
Lactifluus ist eine Pilzgattung und neben Lactarius die zweite Gattung von Milchlingen, die sich durch die namensgebende „Milch“ der Fruchtkörper auszeichnen. Sie gehört zur Familie der Täublingsverwandten, die durch das spröde Fleisch ihrer Fruchtkörper und die amyloide Ornamentierung ihrer Sporen gekennzeichnet sind.
Die Gattung wurde aufgrund molekulargenetischer Untersuchungen von Lactarius getrennt und ist bislang ohne eigenen deutschen Trivialnamen. Sie enthält einige bekannte Milchlingsarten, unter anderem Speisepilze wie den Brätling.

## Merkmale
Lactifluus ist der zweiten Milchlingsgattung Lactarius morphologisch sehr ähnlich. Die Fruchtkörper sind in der Regel mittelgroß und zentral gestielt, vor allem in den Tropen kommen jedoch auch Arten mit kleinen, seitlich gestielten (pleurotoiden) Fruchtkörpern vor. Das spröde Trama (Fleisch) besteht aus Hyphen, Sphaerocyten und den milchsaftführenden Hyphen (Laticiferen). Das Sporenpulver ist weiß bis cremefarben.
Anders als Lactarius haben Lactifluus-Arten niemals zonierte oder viskos-klebrige Fruchtkörper. Viele Arten haben jedoch einen Schleier und samtige Fruchtkörper; ebenso gehören alle beringten Milchlinge (tropische Arten) zu dieser Gattung, Milchlinge mit geschlossenen (angiocarpen) Fruchtkörpern kommen bei Lactifluus nicht vor, sondern ausschließlich bei Lactarius.

## Ökologie
Lactifluus-Milchlinge sind, wie auch Lactarius oder Täublinge, obligate Symbionten: Sie bilden Ektomykorrhizen mit verschiedenen Baumarten, z. B. Fichte, Buche oder Eiche in Europa oder Flügelfruchtgewächsen (Dipterocarpaceae) in den Tropen. Auch für Arten mit kleinen, auf Baumstämmen wachsenden Fruchtkörpern (vornehmlich in tropischen Gebieten), die zeitweise als Parasiten oder Zersetzer galten, wurde die Bildung von Ektomykorrhizen nachgewiesen. Entsprechend finden sich Arten der Gattung Lactifluus in Habitaten, in denen ihre Baumpartner vorkommen, so in gemäßigten Laub- und Nadelwäldern, in tropischen Regenwäldern oder in Buschland.

## Verbreitung
Die Gattung Lactifluus ist kosmopolitisch. Ihren Verbreitungsschwerpunkt hat sie jedoch, anders als Lactarius, in den Paläotropen, besonders im tropischen Afrika.
In Europa kommen u. a. der Brätling, der Langstielige Pfeffer-Milchling und der Wollige Milchling vor.

## Bedeutung
Einige Arten sind gute Speisepilze. Der Brätling wird oft gar als einer der besten Speisepilze überhaupt genannt.

## Systematik
Die Gattung Lactifluus wurde 2010 anerkannt, nachdem molekulargenetische Arbeiten die Verwandtschaftsverhältnisse innerhalb der Täublingsverwandten (Russulaceae) genauer geklärt hatten: Die Gattung Lactarius im weiten Sinn war paraphyletisch und umfasste tatsächlich zwei eigenständige Linien. Die Beibehaltung des Namens Lactarius für die größere dieser beiden Gattungen wurde aus praktischen Gründen vorgeschlagen, weil so die Umbenennung wenigerer Arten erforderlich war. Eigentlich hätte der Name Lactifluus nomenklatorische Priorität gehabt; er wurde stattdessen für die kleinere Gattung mit hauptsächlich tropischen Arten vorgeschlagen.
Lactifluus enthält etwa 150 Arten, von denen bis jetzt jedoch nur wenige schon formal in die Gattung gestellt wurden. Die interne Systematik dieser Gruppe ist Gegenstand aktueller Forschung. Klassische Unterteilungen spiegeln vermutlich nicht die natürlichen Verwandtschaftsverhältnisse innerhalb der Gattung wider.

### Einige europäische Arten
- Grünender Pfeffer-Milchling (Lactifluus  glaucescens)
- Langstieliger Pfeffer-Milchling (Lactifluus  piperatus)
- Runzeliggezonter Milchling (Lactifluus  rugatus)
- Wolliger Milchling (Lactifluus  vellereus)
- Brätling (Lactifluus  volemus)
- Scharfer Woll-Milchling (Lactifluus  bertillonii)